# Овцеводческая ферма

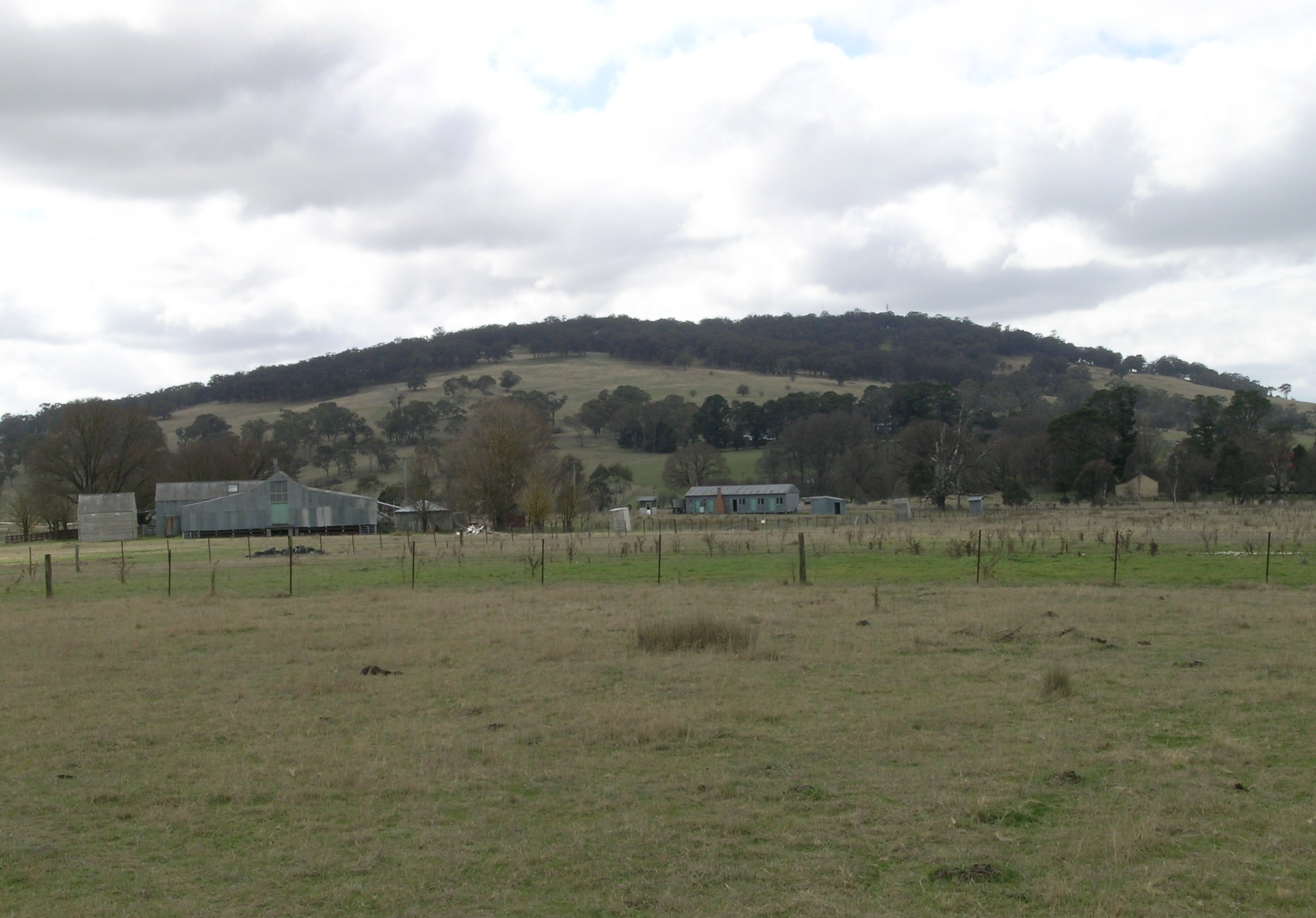
Сарай для стрижки овец, скотобойня и помещения для стригалей на станции, Нортерн Тейблендс (Новый Южный Уэльс, Австралия)

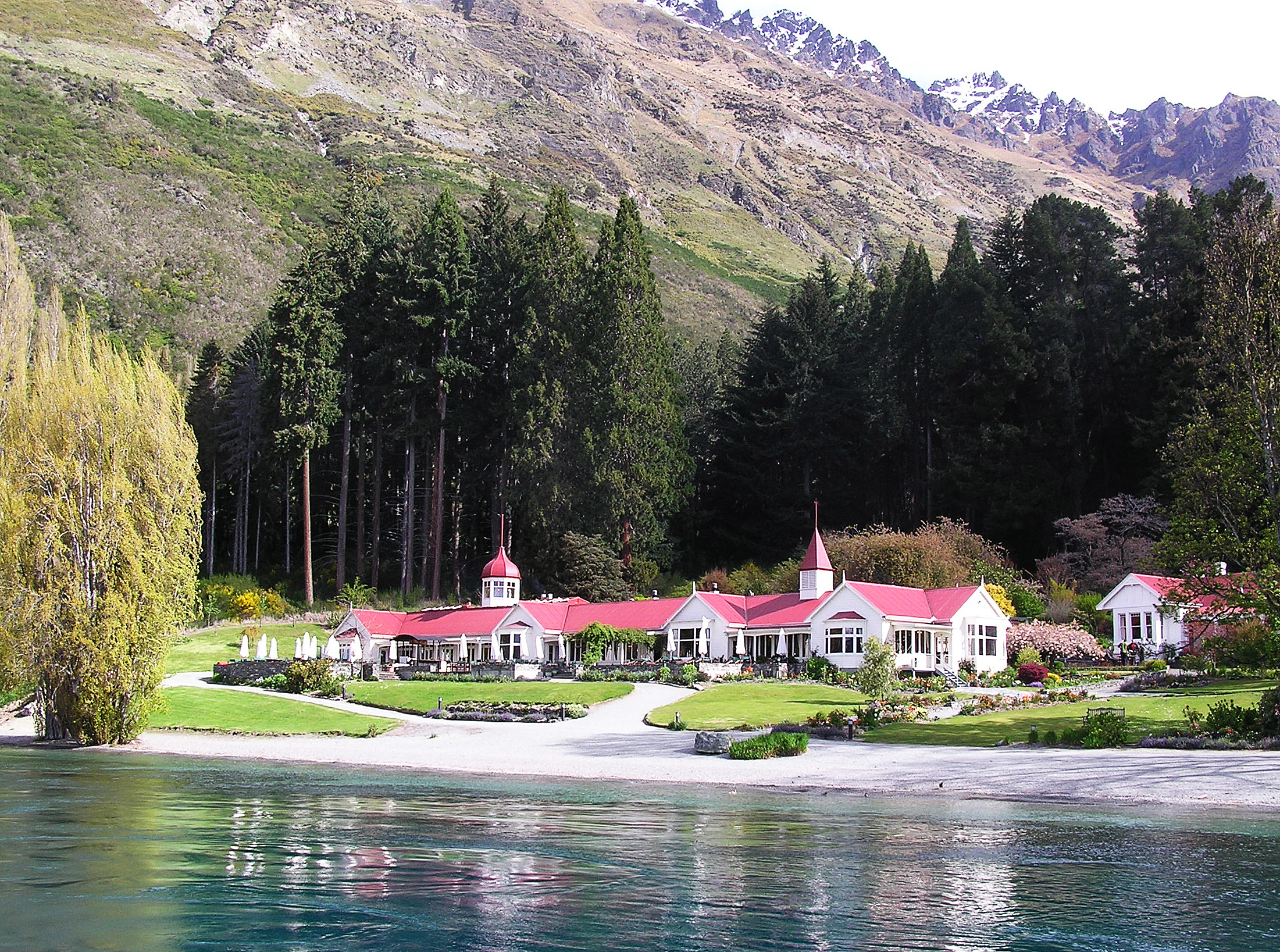
Овцеводческая станция Уолтер-Пик (Южный остров, Новая Зеландия)

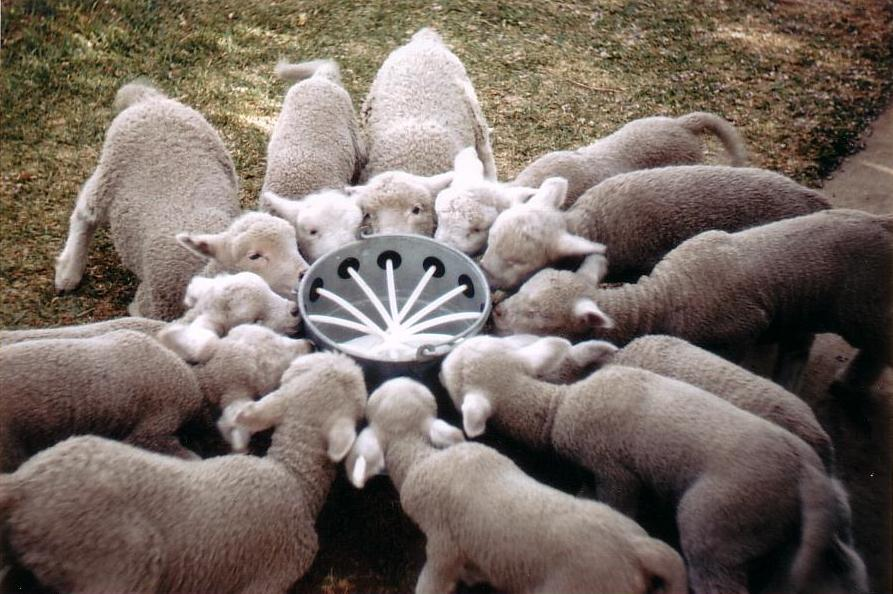
Ягнята пьют молоко на овцеводческой станции в сельской местности Австралии

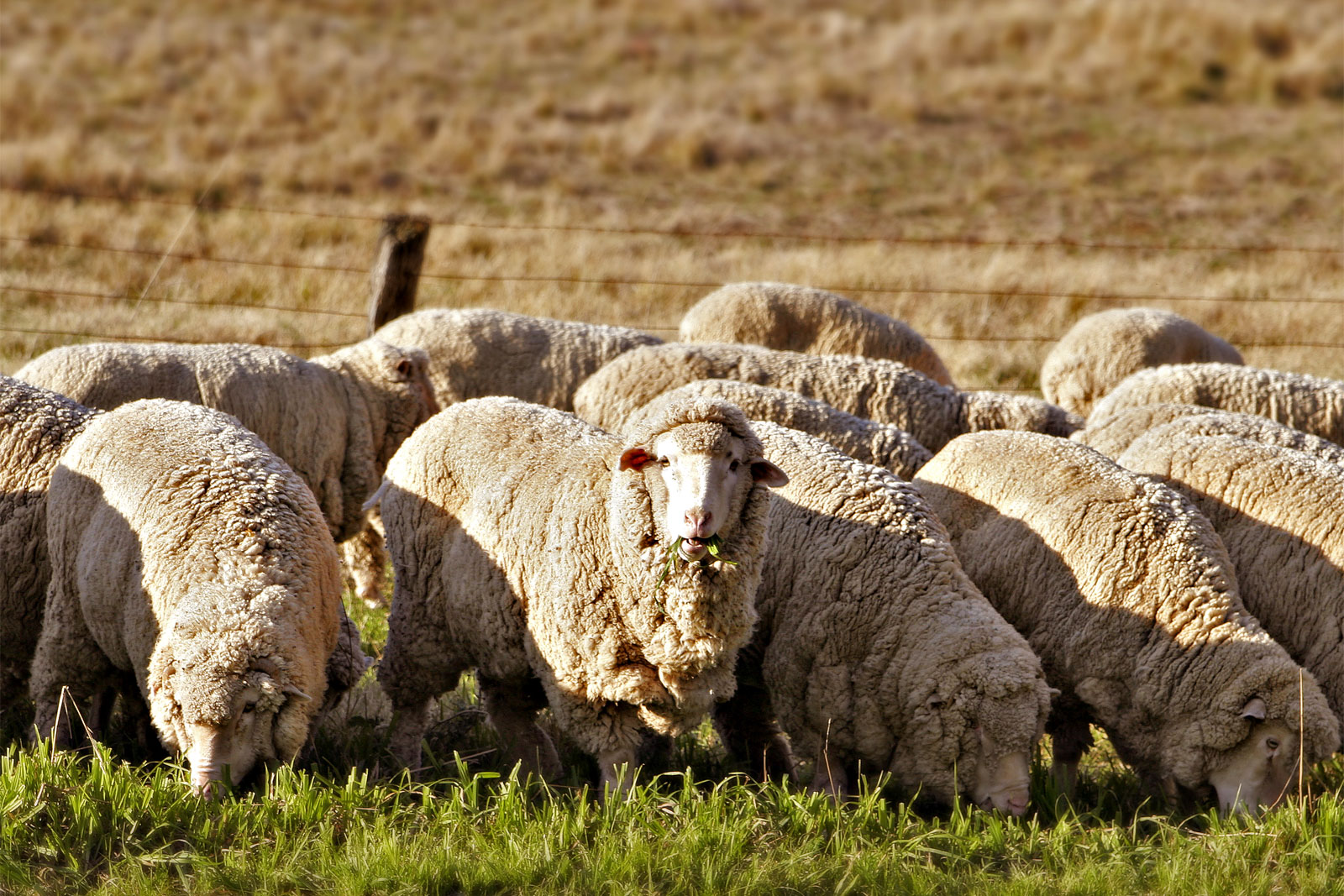
Выпас овец в сельской местности Австралии

Овцеводческая ферма, станция (англ. sheep station) — крупное хозяйство (аналог ранчо) в Австралии или Новой Зеландии, основной деятельностью которого является разведение овец для получения шерсти и/или мяса. В Австралии овцеводческие станции обычно находятся на юго-востоке или юго-западе страны. В Новой Зеландии разведением мериносов обычно занимаются в высокогорных районах Южного острова. Площадь этих хозяйств может составлять тысячи квадратных километров, и в них используются низкие нормы содержания поголовья, чтобы обеспечить достаточное количество корма и воды для поголовья.
В Австралии владельца овцеводческой станции могут называть пасторалистом, скотоводом, пастухом, а раньше — скваттером (как в песне «Waltzing Matilda»), когда пастбище для овец называли овечьим выгоном.

## История
Овцеводческие станции и овцеводство зародились в Австралии, когда британские колонизаторы начали разводить овец в 1788 году в Сиднейской бухте.

## Благоустройство и объекты
В контексте Австралии и Новой Зеландии стрижка включает в себя ежегодный сбор овец для стрижки; Сарай для стрижки овец и помещения для стригалей являются важной частью станции. Станция обычно также включает в себя усадьбу, прилегающие сараи, ветряные мельницы, плотины, кормохранилища, и во многих случаях посадочную полосу для Королевской службы летающих врачей и других лёгких самолётов.
Исторически сложилось так, что на австралийских овцеводческих или скотоводческих станциях строилась вспомогательная усадьба или другое жилище (с англ. — «outstation»), которое находилось более чем в одном дне пути от основной усадьбы. Хотя позже этот термин стал чаще использоваться для описания особого типа поселения аборигенов, также известного как родная община, он и сегодня используется на крупных скотоводческих и овцеводческих станциях, например, на овцеводческой станции Раулинна.

## Управление и эксплуатация
Там, где позволяет климат и растительность, особенно к северу от собачьего забора, есть похожие станции, где разводят крупный рогатый скот преимущественно на мясо. Некоторые хозяйства не являются исключительно овцеводческими или скотоводческими, и могут вести смешанное содержание крупного рогатого скота, овец, коз, посевов, что делает владельца менее уязвимым к изменениям цен на шерсть или мясо.
Методы управления варьируются в зависимости от местоположения станции и сезона. Например, засуха требует принятия решений о продаже поголовья или предоставлении дополнительного питания.
Рутинные процедуры включают наблюдение за состоянием копыт и рогов, спариванием, ягнением и клеймением ягнят, стрижку, обработку от клещей, вшей и паразитов (при необходимости). Ягнят отнимают в возрасте около пяти месяцев. Дегельминтизация также является важной процедурой на овцеводческой станции.
Другие виды деятельности включают покупку баранов-производителей и классификацию овец, чтобы определить неполноценные типы, подлежащие выбраковке.
Часто овцеводческие хозяйства выращивают зерновые культуры, чтобы обеспечить дополнительный корм для овец, особенно тех, которые будут выращиваться и продаваться как племенной скот. Ограждения требуют регулярного осмотра для обнаружения и устранения любых повреждений. Овцеводам также может потребоваться борьба с хищными животными и вредными птицами — вороны, динго или лисы могут стать проблемой.

## Терминология
В период раннего заселения для обозначения овцеводческих станций, управляемых скваттерами использовался «sheep run» (с англ. — «овечий выгон»). В настоящее время, особенно в государственных юрисдикциях, они всё чаще называются станциями (англ. Sheep station).
В административной точки зрения многие станции существуют на правах пастбищной аренды.
Австралийское идиоматическое выражение «игра на овечьи станции» (англ. Playing for sheep stations) используется для обозначения высоких ставок, большой или серьёзной игры. Аналог в русском языке — «проиграть корову».

## Примеры
Станция Раулинна в Западной Австралии — самая большая овцеводческая станция в Австралии.
Уолтер-Пик — примечательная старая овцеводческая станция, основанная в 1860 году на южном берегу озера Уакатипу (Южный остров, Новая Зеландия). Она находится в 13 километрах через озеро Уакатипу от Куинстауна, в 40 минутах езды на историческом пароходе TSS Earnslaw.

## В литературе
Два известных автора XIX века написали о жизни на овечьей станции:
- Мэри Баркер[англ.]: «Станционная жизнь в Новой Зеландии» и «Станционные развлечения в Новой Зеландии».
- Сэмюэл Батлер: «Первый год в поселении Кентербери» и роман «Эревон[англ.]».